# قذيفة خارقة للدروع
قذيفة خارقة للدروع،  AP، هو نوع من الذخائر المصممة لاختراق الدروع. من 1860s إلى 1950s، كان أحد التطبيقات الرئيسية للقذائف التي تخترق المدرعات هو خرق الدروع الكثيفة المحمولة على العديد من السفن الحربية. من العشرينات فصاعدا، كانت الأسلحة الخارقة للدروع اللازمة لمضادات الدروع. تعرف هذه القذائف أصغر من 20 ملم  تُعرف عادة باسم " طلقة خارقة للدروع"، وهي مخصصة للأهداف المدرعة الخفيفة مثل الدروع الواقية من الرصاص والزجاج المقاوم للرصاص والمركبات الخفيفة المدرعة. نادراً ما يتم استخدام هذه القذائف الكلاسيكية في الحرب البحرية، حيث أن السفن الحربية الحديثة لا تتمتع إلا بحماية قليلة أو معدومة من الحماية، وقد أحدثت التقنيات الحديثة تصميم هذه القذائف الكلاسيكي في مدمرات الدبابات.
سمحت التحسينات في أنظمة الدفع والتعليق في السيارات بعد الحرب العالمية الثانية لدبابات القتال الرئيسية الحديثة بدمج أنظمة حماية أكثر ودروع أثقل، مع الحفاظ على قدر كبير من المناورة والسرعة في ساحة المعركة. كنتيجة لذلك، يتطلب اختراق هذه الدروع القوية والمتينة قذائف مخصصة مثل القذائف الخارقة للدروع المستقرة بزعانف نابذة القبقاب.

## التاريخ

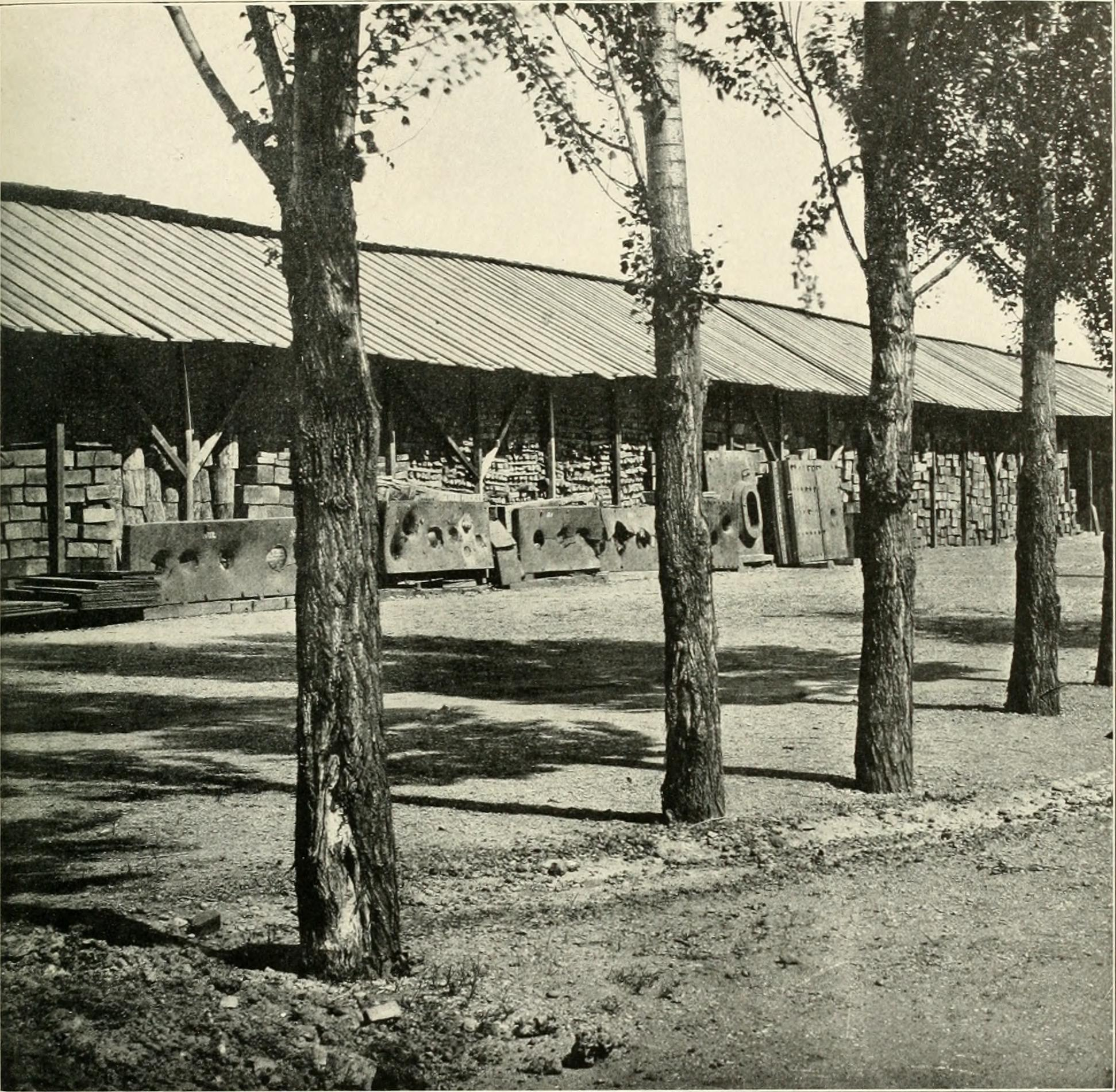
اخترقت الصفائح الفولاذية في اختبارات المدفعية البحرية، 1867

في أواخر خمسينيات القرن التاسع عشر، شهد تطوير دارعة، التي حملت دروعًا من الحديد المطاوع بسمك كبير. كان هذا الدرع محصنًا عمليًا من كل من قذائف المدفع المصنوعة من الحديد المسبوك المستديرة ثم استخدامها وقذيفة مدفعية التي تم تطويرها مؤخرًا.
تم تنفيذ الحل الأول لهذه المشكلة من قِبل الرائد السير و. باليزر، الذي ابتكر طريقة تصلب رأس طلقة حديد الزهر المدببة. 

## أنواع
| صورة | اسم                                                                   | وصف                                  |
| ---- | --------------------------------------------------------------------- | ------------------------------------ |
|      | خارقة للدروع                                                          |                                      |
|      | درع ثقب توج (APC)                                                     | الرمادي: كاب                         |
|      | درع ثقب البالستية توج (APBC)                                          | الأبيض: البالستية كاب                |
|      | ثقب بالدروع توج توج البالستية (APCBC)                                 | الرمادي: كاب ~ الأبيض: البالستية كاب |
|      | خارقة للدروع المركبة الصلبة (APCR) / عالية السرعة خارقة للدروع (HVAP) | الأزرق: مادة صلبة عالية الكثافة      |
|      | خارقة للدروع عالية المتفجرات (APHE)                                   | الأحمر: شديدة الانفجار               |
|      | خارقة للدروع تجاهل Sabot (APDS)                                       | الأزرق: مخترق                        |
|      | ثبات زعنفة مثبتة في درع ثابوت (APFSDS)                                | الأزرق: مخترق                        |

## الحواشي

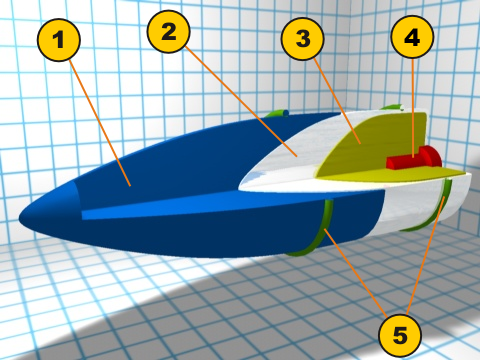
قذيفة خارقة للدروع من APHEBC:
1 قبعة البالستية خفيفة الوزن
2 سبائك الصلب
3 عبوة انفجار (تي إن تي، ترينيتروفينول، آر دي إكس ...)
4 فتيل (تعيين مع تأخير لتنفجر داخل الهدف)
5 البورل (الأمامي) وشريط القيادة (الخلفي)

1. ↑  إنجليزية أمريكية, armour-piercing shell in Commonwealth English
2. ↑  "Shot" in this sense is a solid-metal artillery projectile similar to a "shell", but without any explosive charge. It is also used to describe other non-explosive artillery projectiles such as case shot or grape shot

## اقتباسات
1. ↑  "معلومات عن قذيفة خارقة للدروع على موقع getty.edu". getty.edu. مؤرشف من الأصل في 2020-04-08.